# Hội Nữ Hướng đạo Vương quốc Liên hiệp Anh
Hội Nữ Hướng đạo Anh Quốc (Girlguiding UK) là tổ chức Nữ Hướng đạo quốc gia của Anh Quốc. Nữ Hướng đạo bắt đầu ở Vương quốc Anh vào năm 1910 sau khi Robert Baden-Powell yêu cầu em gái của ông là Agnes khởi sự một nhóm đặc biệt dành cho nữ mà được điều hành tương tự như Hướng đạo cho nam. Hội Nữ Hướng đạo Vương quốc Anh là thành viên sáng lập của Hội Nữ Hướng đạo Thế giới (WAGGGS) năm 1928. Ngày nay hội có trên 600.000 thành viên và tiếp tục là tổ chức thanh thiếu niên dành riêng cho nữ lớn nhất tại Vương quốc Anh.
Tên chính thức của hội tại Vương quốc Anh là "Hội Nữ Hướng đạo" và sinh hoạt dưới tên gọi "Nữ Hướng đạo Vương quốc Anh". Mặc dù các đơn vị Hướng đạo tại Vương quốc Anh trước kia là dành riêng cho nam nhưng bây giờ có thể nhận nữ (các đơn vị mới phải mở cho cả nam và nữ; các đơn vị thành lập trước có quyền chọn lựa là nhận hay không nhận nữ). Điều này cũng không có ảnh hưởng đến số lượng nữ gia nhập Hội Nữ Hướng đạo Vương quốc Anh. Hiện tại, một trong 3 trẻ em nữ 8 tuổi tại Vương quốc Anh là Chim non (Brownies) và 50% phụ nữ Vương quốc Anh có tham dự vào Nữ Hướng đạo lúc nào đó trong đời.
Nữ Hướng đạo Vương quốc Anh là một tổ chức từ thiện và các huynh trưởng không được trả lương cho thời gian làm việc của mình.

## Lịch sử

Đồng phục Nữ Hướng đạo "cổ điển" từ thập niên 1950

Theo sau sự thành lập phong trào Nam Hướng đạo của Robert Baden-Powell và lần diễu hành đầu tiên tại Cung điện Thủy tinh, thật rõ ràng là nhiều bé gái cũng muốn tham gia vào phong trào. Để đáp ứng, Baden-Powell thành lập Nữ Hướng đạo vào năm 1910, và yêu cầu em gái của ông là Agnes trông coi tổ chức mới này. Vài năm sau đó, vợ mới cưới của ông là Olave cũng tham dự vào và vào năm 1918 được bổ nhiệm là Nữ Hướng đạo trưởng.
Tên tiếng Anh 'Guides' được chọn để gọi nữ Hướng đạo theo xuất thân quân sự của Baden-Powell. Các "Guides" đã hoạt động trong miền biên cương tây bắc tại Ấn Độ với nhiệm vụ chính là hướng dẫn các cuộc hành trình trên vùng đất đầy tai ương. Các người lính này đã gây ảnh hưởng đặc biệt đến Baden-Powell khi họ tiếp tục huấn luyện tinh thần và thể lực thậm chí ngoài nhiệm vụ. Kết quả, Baden Powell quyết định cái tên 'Girl Guides' sẽ là cái tên thích hợp cho phong trào thanh thiếu nữ tiền phong ông ước mơ thiết lập nên.
Năm 1914 ngành Nụ hoa hồng (Rosebuds) được thành lập cho nữ từ 8 đến 11 tuổi, sau đó được đổi thành là Chim non (Brownies). Hai năm sau đó vào năm 1916 các nhóm lớn tuổi hơn đầu tiên được thành lập và vào năm 1920 các nhóm này trở thành Nữ Tráng sinh (Rangers). Năm 1943 Nữ Hướng đạo Hình ba lá (Trefoil Guild) được thành lập cho các thiếu nữ trên 21 (bây giờ là 18) muốn tiếp tục là thành phần của phong trào nhưng không thể tham gia hoạt động với một đơn vị. Ngành dành cho tuổi nhỏ nhất của hội là Nữ Nhi sinh (Rainbows) được giới thiệu vào năm 1987 cho các bé gái từ 5 đến 7 tuổi (4 đến 7 tại Ulster).

## Chương trình
Nữ được tổ chức thành các ngành theo lứa tuổi. Các ngành là Nữ Nhi sinh (Rainbows), Nữ Ấu sinh hay Chim non (Brownies), Nữ Thiếu sinh (Guides và ngành Nữ lớn tuổi (Senior Section).

### Nữ Nhi sinh
Nữ Nhi sinh hay Rainbows có tuổi từ 5 đến 7, trừ tại Bắc Ireland nơi nữ có thể gia nhập từ lúc 4 tuổi. Các hoạt động được tổ chức quanh và làm việc ở bốn lãnh vực - nhìn, học, yêu và cười.
Mỗi bé gái tuyên hứa khi gia nhập một đơn vị ngành Nhi và phải có thể hiểu và muốn thực hiện việc tuyên hứa này. Lời hứa là một phiên bản đơn giản hơn lời hứa của những thành viên khác. Lời hứa ngành Nhi là: "Tôi xin hứa cố gắng yêu thương Thượng đế của tôi, tử tế và giúp ích." (I Promise that I will do my best, to love my God and to be kind and helpful.)

### Nữ Ấu sinh
Nữ Ấu sinh hay Chim non có tuổi từ 7 đến 10. Chim non làm việc từ chương trình khám phá mà được chia thành ba lãnh vực: bạn, cộng đồng và thế giới. Chim non cũng có thể làm việc để lấy được các bằng chuyên môn lý thú gồm nhiều đề tài. Các đơn vị Chim non được gọi là bầy. Các bầy được chia thành các đội, là nhóm nhỏ các Chim non cùng nhau làm việc. Huynh trưởng của bầy thường được gọi là Chim cú Nâu (Brown Owl).

### Nữ Thiếu sinh
Nữ Thiếu sinh có tuổi từ 10 đến 14. Nữ Thiếu sinh làm việc từ 5 lãnh vực: Lối sống Lành mạnh, Nhận thức Địa cầu, Kỷ năng và Quan hệ, Cổ vũ Đa chủng, Khám phá. Nữ Thiếu sinh có thể làm việc để có các Chuyên hiệu Thử thách, Chuyên hiệu Năng khiếu và Thử thách Baden-Powell là giải thưởng cao quý nhất mà một Nữ Thiếu sinh có thể đạt được. Các Nữ Thiếu sinh tham dự các hoạt động ngoài trời và trong nhà mà thử thách họ phải cố gắng hết sức mình. Nữ Thiếu sinh chọn lựa và hoạch định đa số các hoạt động của riêng mình mà có thể có những buổi tối và những chuyến đi xa theo đề tài đã chọn.
Các đơn vị họp mặt thường xuyên, thường thường là một lần trong tuần suốt thời gian đi học. Thường có các dịp khác cho các Nữ Thiếu sinh tham dự vào các hoạt động đặc biệt và sự kiện trong năm. Nhiều đơn vị Nữ Hướng đạo đi xa trong dịp lễ để cắm trại hoặc trải qua đêm bên ngoài.

### Nữ Tráng sinh
Dành cho nữ giữa tuổi 14 và 26, có nhiều đề tài và nhóm để chọn tham dự.
- Các huynh trưởng trẻ làm việc với các Nhi sinh, Ấu sinh hoặc Thiếu sinh.
- Nữ Hướng đạo trên 18 tuổi có thể làm việc với Nhi, Ấu, Thiếu sinh trong vai trò lãnh đạo.
- Nữ Tráng sinh cùng họp mặt, hoạch định và thực hiện các hoạt động.

#### Giải thưởng của ngành Tráng nữ và các khả năng tiêu chuẩn
- Biến nó thành sự thật (Making it Count dành cho huynh trưởng)
- Thử thách Nữ Hướng đạo trưởng (Chief Guide's Challenge)
- Giải Thịnh vượng chung (Commonwealth Award)
- Giải Nữ Hướng đạo Nữ hoàng (Queen's Guide)
- Giấy phép cư ngụ (Residential permits)
- Tiêu chuẩn Lãnh đạo của người lớn (Adult Leadership Qualification)
- Giải thưởng Công tước Edinburgh (The Duke of Edinburgh's Award)

## Đồng phục
Nữ Hướng đạo mặc các loại quần áo thực tế, ban đầu do Baden-Powell và em của ông vẽ kiểu. Đồng phục hiện đại là do Ally Cappellino thiết kế với màu sắc chung là xanh dương đã được phát triển từ nhiều năm mà thành.

Đồng phục hiện tại của Nữ Nhi sinh
Đồng phục hiện tại của Nữ Ấu sinh
Đồng phục hiện tại của Nữ Thiếu sinh
Đồng phục hiện tại của Nữ Tráng sinh

## Lời hứa
Tất cả các thành viên của hội nữ tuyên thệ lời hứa khi gia nhập. Các lời hứa hiên tại của mỗi ngành là:
Ngành Nhi (Rainbows): 
I promise that I will do my best (Tôi hứa làm hết sức mình)
to love my god (yêu thương Thượng đế của tôi)
and to be kind and helpful. (và tử tế và giúp ích)
Ngành Ấu (Brownies): 
I promise that I will do my best (Tôi hứa tôi sẽ cố gắng)
to love my god (yêu thương Thượng đế của tôi)
to serve the queen and my country (phục vụ nữ hoàng và quốc gia tôi)
to help other people (giúp đỡ mọi người)
and to keep the brownie guide law. (và giữ luật Nữ Ấu Hướng đạo)
Thiếu, Tráng và huynh trưởng (guides, Senior sections, Leaders):
I promise that I will do my best (Tôi hứa tôi sẽ cố gắng hết sức mình)
to love my god (yêu thương Thượng đế của tôi)
to serve the queen and my country (phục vụ nữ hoàng và quốc gia tôi)
to help other people (giúp đỡ mọi người)
and to keep the guide law. (và giữ luật Nữ Hướng đạo)
Ngoài ra, các thành viên ngành Tráng còn hứa
To be of service to the community (Cống hiến phụng sự cộng đồng)

## Luật
1. A Guide is honest, reliable and can be trusted. (Nữ HĐ thật thà, đáng tin cậy và có thể tin được)
2. A Guide is helpful and uses her time and abilities wisely. (Nữ HĐ giúp ích, sử dụng thời gian và khả năng khôn khéo)
3. A Guide faces challenge and learns from her experiences. (Nữ HĐ đối diện trở ngại và học tập từ kinh nghiệm của mình)
4. A Guide is a good friend and a sister to all Guides. (Nữ HĐ là một người bạn tốt và là một chị em của mọi nữ HĐ
5. A Guide is polite and considerate. (Nữ HĐ lịch thiệp và ân cần )
6. A Guide respects all living things and takes care of the world around her. (Nữ HĐ tôn trọng các sinh vật và chăm sóc thế giới quanh mình)

## Cơ cấu hành chánh tại Vương quốc Anh
Vì hiệu quả hành chánh, Hội Nữ Hướng đạo Vương quốc Anh được chia thành nhiều vùng nhỏ hơn. Ở cấp bậc cao nhất có 10 Vùng (Countries hoặc Regions).
Các vùng được gọi Countries:
- Nữ Hướng đạo Scotland
- Nữ Hướng đạo Ulster
- Nữ Hướng đạo Cymru
- Nữ Hướng đạo BGIFC

Các vùng được gọi Regions:
- Nữ Hướng đạo Anglia
- Nữ Hướng đạo London và Đông Nam Anh
- Nữ Hướng đạo Midlands
- Nữ Hướng đạo Đông Bắc Anh
- Nữ Hướng đạo Tây Bắc Anh
- Nữ Hướng đạo Tây Nam Anh

Các vùng sau đó được chia thành các Châu (Counties) bao gồm nhiều Phân khu (Divisions) và Phân khu được chia thành các Đạo. Tại một số khu vực có ít thành viên, các cấp bậc Châu (County), Phân khu (Division) hoặc Đạo (District) có thể bỏ qua vì liên lạc vẫn hiệu quả mà không cần đến chúng. Mỗi khu vực có một Ủy viên lãnh đạo.

## Hội Nữ Hướng đạo Vương quốc Anh bên ngoài Vương quốc Anh
Hội Nữ Hướng đạo Vương quốc Anh cũng hoạt động bên ngoài Vương quốc Anh. Trong chín Lãnh thổ Hải ngoại của Vương quốc Anh, có các hội chi nhánh với những chương trình Nữ Hướng đạo hơi khác chút ít để phù hợp với điều kiện địa phương. Đa số các hội chi nhánh dùng đồng phục khác nhau hoặc các loại vải sợ nhạt hơn.
Các hội chi nhánh hoạt động tại 
- Anguilla
- Bermuda
- Quần đảo Virgin thuộc Anh
- Quần đảo Cayman
- Quần đảo Falkland
- Gibraltar
- Montserrat
- Thánh Helena & các vùng phụ thuộc
- Quần đảo Turks & Caicos

## Gia đình Hoàng gia Anh trong Nữ Hướng đạo
Nữ Hướng đạo tại Vương quốc Anh có một sự liên hệ dài với Gia đình Hoàng gia Anh. Năm 1920, Công chúa Mary là con gái củaVua George V trở thành Chủ tịch hội, năm 1937 đến lược Công chúa Elizabeth người về sau trở thành Nữ hoàng Elizabeth II trở thành một Nữ Thiếu sinh, và Công chúa Margaret trở thành một Chim Non. Công chúa Elizabeth gia nhập Đơn vị Đệ nhất Điện Buckingham và buổi họp mặt đầu tiên được tổ chức vào ngày 9 tháng 6. Lúc Chiến tranh thế giới thứ hai khởi sự, đơn vị này bị giải tán. Nữ hoàng và Công chúa Margaret được chuyển nhập vào một đoàn Nữ Hướng đạo ở Balmoral. Năm 1942 đoàn Nữ Hướng đạo Điện Buckingham tái sinh hoạt ở Windsor, Nữ hoàng trở thành Đội trưởng của Đội Swallow. Năm 1943 Nữ hoàng trở thành một Nữ Tráng sinh Hải Hướng đạo (Sea Ranger). Bà trở thành Nữ Tráng sinh trưởng của Đế quốc Anh năm 1946. Khi bà lập gia đình, hai trong số những phụ dâu của bà là cựu thành viên của đoàn Nữ Hướng đạo Điện Buckingham. Năm 1952 khi bà lên ngôi Nữ hoàng, bà trở thành người đỡ đầu của hội.
Khi Công chúa Mary mất, Công chúa Margaret trở thành Chủ tịch mới của hội năm 1965. Đến khi Công chúa Margaret mất, Sophie Helen vợ Hoàng tử Edward trở thành Chủ tịch vào năm 2003. Giải thưởng cao quý nhất là Giải Nữ Hướng đạo Nữ hoàng được thiết lập năm 1946. Hiện nay được Chủ tịch Hội trao tặng.